# Андамански острови
Андаманските острови (на английски: Andaman Islands; на хинди: अण्डमान) са архипелаг в Бенгалския залив на Индийския океан.
Почти всички острови са в състава на съюзната територия Андамански и Никобарски острови на Индия, а само малка част от тях принадлежат на Мианмар. Главен град е Порт Блеър.
Андаманските острови включват около 550 острова с вулканичен произход, 26 от които са обитавани. Те са разположени в ивица с направление север-юг, която има дължина 352 km и максимална ширина 51 km. Най-близката на континента Азия точка е нос Негре в Мианмар на 193 km на север. Площта на архипелага е 6408 km2, а населението – около 314 000 души (2001 г.).
Коренните жители на Андаманските острови – андаманците, които днес са незначително малцинство, представляват особен интерес за лингвистиката и популационната генетика. Смята се, че те са се заселили на островите по време на ледниковите периоди, когато островите са били свързани по суша с континента. Генетични данни показват, че андаманците са останали изолирани на архипелага в продължение на 30 000 до 70 000 г., от времето на ранните миграции на хората от Африка. Андаманските езици, говорени от тях, нямат връзка с други известни езици. Архипелагът е дом и на сентинелците, които са едно от малкото останали племена по света, с които все още не е установен приятелски контакт.

## История
Според популярна теория от 19 век, името на архипелага произлиза от Андоман, форма на Хануман, санскритското име на индийския бог. Според венецианския пътешественик Николо Конти, името се превежда като „Остров на злато“.
Андаманските острови са населявани от хора поне от няколко хиляди години. Най-ранните археологически доказателства свидетелстват за 2200 години, но показанията от генетични и културни изследвания сочат, че островите вероятно са били населявани още от среден палеолит. Местните андаманци живеят в значителна изолация на островите до 18 век.
Андаманците се считат за ключов етап в голямата брегова миграция на хора от Африка през Арабския полуостров, по крайбрежието на Индия и към Югоизточна Азия, Япония и Океания.
От 800 до 1200 г. тамилската династия Чола създават империя, която се разпростира от югоизточна Индия до части на Малайзия. Раджендра I превзема Андаманските и Никобарските острови.
През 1789 г. Бенгалското президентство основава военноморска база и наказателна колония на остров Чатам в югоизточния залив на Южен Андаман. Днес селището се нарича Порт Блеър. Две години по-късно колонията е преместена в североизточната част на Северен Андаман и е наречена Порт Корнуолис. Уви, в наказателната колония вилнеят болести и смърт и правителството решава да я закрие през май 1796 г.
През 1824 г. Порт Корнуолис е сборен пункт за флота, превозващ армии към фронта на Първата англо-бирманска война. През 1830-те и 1840-те години, корабокруширали екипажи, които се озовават на Андаманските острови, често биват нападани и убивани от местните и островите добиват канибалска репутация. През 1855 г. правителството предлага създаването на ново селище със затвор на островите, но Сипайският метеж забавя построяването му. Въпреки това, въстанието създава много затворници, които правят новото селище и затвор спешно нужни. Строежът започва през ноември 1857 г.
На 17 май 1859 г. се води битка между британците и местното племе. Андаманското племе напада британска база, но бива отблъснато. Днес, племето наброява около 50 души, а местното управление полага усилия да увеличи броя им.
През 1867 г. корабът Ниневех се разбива на Северен Сентинел. 86-те оцелели достигат брега с лодки. На третия ден са нападнати от голи островитяни, въоръжени с копия. Екипажът бива спасен от кораб на британските ВМС.
Андаманските и Никобарските острови са окупирани от Япония през Втората световна война. Според някои доклади, японците екзекутират 750 души преди да напуснат островите. След войната островите за кратко са върнати на Великобритания, преди да станат част от независима Индия. По същото време наказателната колония е затворена.
Земетресението в Индийския океан от 26 декември 2004 г. предизвиква 10-метрото цунами, което унищожава бреговата линия на островите. Над 2000 души са убити, а над 4000 деца остават сираци. Поне 40 000 души губят жилищата си.

## География
Андаманският архипелаг е океанското продължение на планинската верига Аракан Йома в Бирма. Той съдържа 325 острова, покриващи площ от 6408 km2. На изток граничат с Андаманско море. Остров Северен Андаман се намира на 285 km южно от Бирма.
Проливът на Десетия градус отделя Андаманските острови от Никобарските острови на юг. Най-високата точка се намира на Северен Андаман (Садъл пийк) и достига 732 m надморска височина.
Подпочвеният слой на Андаманските острови е съставен основно от офиолити и седиментни скали от късна юра до ранен еоцен, деформирани от многобройни разломи и навлаци с вулканични интрузии. Има поне 11 кални вулкана на островите.
Климатът е типичният за тропическите острови на тази географска ширина. Целогодишно е топло, но с бриз. Валежите са нередовни и зависят от мусоните.
На плодородните почви се отглеждат чай, манго, хлебно дърво, кокосови палми и тикви.

## Флора и фауна

### Флора
Средната част на архипелага подслонява основно листопадни гори. Северната част се характеризира с влажни вечнозелени гори.
Естествената растителност на Андаманските острови е тропична гора с мангрови гори по бреговете. Джунглите са подобни по състав на тези по западното крайбрежие на Бирма. Повечето от горите са вечнозелени, но има и зони с листопадни гори. Южната част на архипелага изобилства с епифитни растения, основно папрати и орхидеи.
Андаманските гори са като цяло недокоснати, въпреки сечта и нуждите на бързо растящото население, задвижвано от имиграция от континентална Индия. Съществуват защитени местности на Малък Андаман, Наркондам, Северен Андаман и Южен Андаман, но те по-скоро целят запазването на брега и морския живот, отколкото на джунглите. Заплахите за животинския живот идват от внесени видове като мишки, кучета, котки и слонове от островите Интервю и Северен Андаман.
Андаманските гори разполагат с над 200 дървесни вида, от които 30 се считат за комерсиално значими. Сред тях са Dipterocarpus и Pterocarpus dalbergioides. Тук се среща и свещеното дърво Рудакша.

### Фауна
Андаманските острови представляват дом за ред животни, от които много са ендемити.

### Бозайници
Ендемичните бозайници на острова включват:
- Crocidura hispida
- Crocidura andamanensis
- Crocidura jenkinsi
- Rhinolophus cognatus
- Rattus stoicus

Андаманската дива свиня Sus scrofa vittatus, някога считана за ендемичен подвид, е защитена от 1972 г. насам. Читалът, индийският мунтджак и индийският замбар са внесени на Андаманските острови, макар че замбарът не оцелява.
Остров Интервю (най-голямото убежище за дивите животни в територията) има популация от диви слонове, които са внесени в гората от компания за добив на дървесина и са пуснати на свобода, когато компанията банкрутира. Тази популация днес е обект на изследвания.

### Птици
Ендемичните или почти ендемичните птици включват:
- Spilornis elgini
- Rallina canningi
- Columba palumboides
- Macropygia rufipennis
- Centropus andamanensis
- Otus balli
- Ninox affinis
- Rhyticeros narcondami
- Dryocopus hodgei
- Dicrurus andamanensis
- Dendrocitta bayleyii
- Sturnus erythropygius
- Collocalia affinis
- Aerodramus fuciphagus

Пещерите на островите са площи за гнездене за птици, създаващи ядливи птичи гнезда, които се ценят в Китай за приготвянето на супи от тях.

### Влечуги и земноводни
На островите живеят и ред ендемични влечуги и жаби, като например Bungarus andamanensis и Varanus salvator andamanensis.
На 72 km от остров Хейвлок има резерват за соленоводни крокодили. През последните 25 години е имало 24 нападения на крокодили, от които 4 с фатален край. Правителството след това е критикувано, тъй като не е информирало туристите за опасността от крокодили, докато същевременно поощрява туризма. Крокодили има не само в резервата, но и из цялата островна верига с различна гъстота. Тяхната популация е стабилна, но не голяма. Срещат се из мангровите хабитати на всички големи острови. Използват океана като начин за придвижване между различни реки и естуари и рядко се забелязват в открито море.